# Daan Frenkel
Daan Frenkel (Amsterdam, 1948) é um físico computacional neerlandês.
Frenkel operou a maior parte de suas pesquisas no AMOLF em Amsterdam, onde trabalhou desde 1987. É membro estrangeiro da Royal Society e professor da cátedra Rothschild da Universidade de Cambridge. Recebeu o Prêmio Aneesur Rahman de 2007, considerado o equivalente ao Prêmio Nobel em física computacional. Recebeu em 2000 o Prêmio Spinoza, também conhecido como o "Prêmio Nobel Neerlandês". Frenkel é co-autor de ´Understanding Molecular Simulation´, que tornou-se um manual usado mundialmente por estudantes de física computacional. Atualmente é professor nas universidades de Amsterdam, Utrecht, Beijing e Cambridge.